# Stebnik (Krościenko)
Stebnik – dawna wieś, obecnie niestandaryzowana nazwa części wsi Krościenko w województwie podkarpackim, w powiecie bieszczadzkim, w gminie Ustrzyki Dolne.

## Nazwa
Nazwa miejscowości nie jest odnotowana w rejestrze TERYT. Występuje w spisie Centralny Ośrodek Dokumentacji Geodezyjnej i Kartograficznej jako przysiółek wsi Krościenko z uwagą nazwa nie funkcjonuje.

## Położenie
Współczesne koordynaty dla miejscowości Stebnik wg PRNG to 49°27'51"N 22°39'47"E, a więc tuż na południe od Krościenka. Nie jest to miejsce dawnej wsi. Dawna wieś Stebnik leżała znacznie dalej, ok. 7,5 km, na południe (49°24'42"N, 22°43'10"E), przy samej obecnej granicy państwowej, poniżej pętli drogi lokalnej w Polsce. Około 1,5 km od tego miejsca na północny zachód leży należący dawniej do Stebnika Steinfels (49°25'23"N 22°41'42"E).
Miejscowość leżała nad potokiem Stebnik.

## Historia
Wieś starostwa przemyskiego. Stebnik był wsią królewską, lokowaną na prawie wołoskim. Pierwsza wzmianka o wsi pochodzi z 1509. W 1515 kniaź Damian Stebnicki był krajnikiem wszystkich wsi wołoskich należących do krainy strwiążskiej. W I połowie XIX w. w zachodniej części Stebnika powstała osobna osada niemiecka o nazwie Steinfels. W 1921 r. Stebnik liczył 48 domów i 312 mieszkańców (272 grek., 6 ewang., 4 rzym., 30 mojż.). 
W II Rzeczypospolitej wieś w powiecie dobromilskim województwa lwowskiego. W maju 1943 nacjonaliści ukraińscy z OUN-UPA zamordowali tutaj 5 Polaków.
W latach 1944–1951 miejscowość znajdowała się w ZSRR (rejon chyrowski). Po wojnie mieszkańców wysiedlono, a domy i drewnianą cerkiew z 1889 rozebrano. Pozostał jedynie otoczony starodrzewem cmentarz z zachowanymi siedmioma nagrobkami.

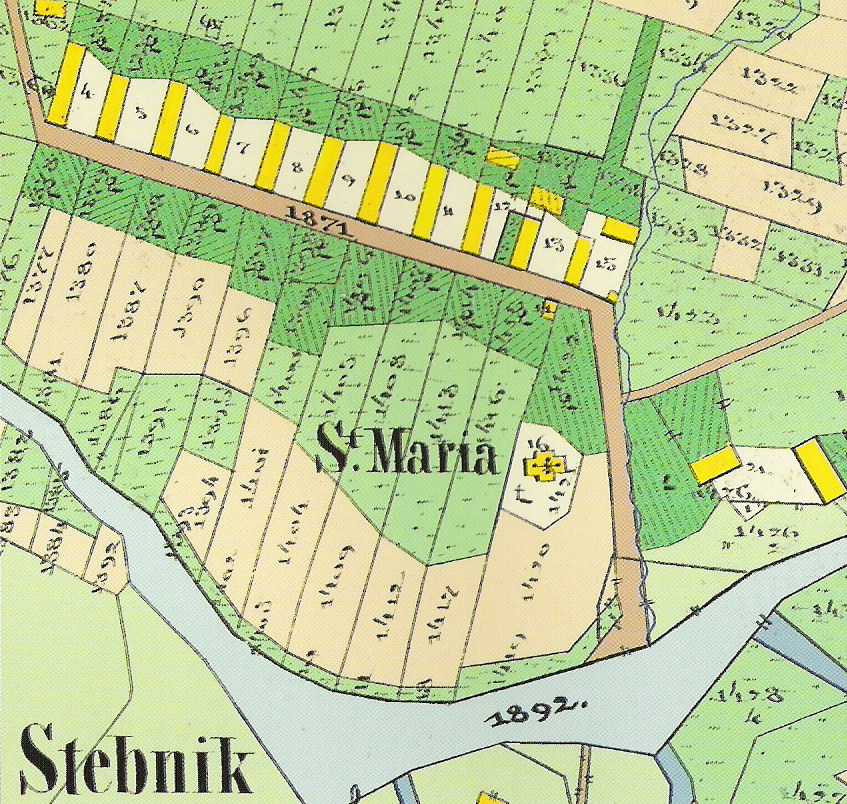
Układ zabudowy wsi Stebnik (Steinfels) 1852

Wierni kościoła rzymskokatolickiego należą do parafii Narodzenia Najświętszej Maryi Panny w Krościenku.